# Jürgen Knieper
Jürgen Knieper (né le 14 ou 15 mars 1941, à Karlsruhe, dans le Bade-Wurtemberg) est un pianiste et compositeur allemand.

## Biographie
Fils d'un père professeur de musique et d'une mère violoniste, Jürgen Knieper compose, à partir du début des années 1970, la musique de nombreux films, signés notamment par Wim Wenders et Margarethe von Trotta. 
Il arrête de composer pour le cinéma en 1999, à la suite d'une grave maladie. Sollicité en 2008 par le réalisateur franco-irakien Abbas Fahdel, il accepte de composer pour celui-ci la musique de son film L'Aube du monde, coproduction franco-allemande qui a pour cadre la guerre du Golfe.

## Filmographie partielle

### Au cinéma
- 1971 : L'Angoisse du gardien de but au moment du penalty de Wim Wenders
- 1972 : La Lettre écarlate de Wim Wenders
- 1975 : Faux Mouvement de Wim Wenders
- 1976 : Lieb Vaterland magst ruhig sein de Roland Klick
- 1977 : Eierdiebe de Michael Fengler
- 1977 : L'Ami américain de Wim Wenders
- 1979 : Nuits arabes (de) de Klaus Lemke
- 1980 : De Witte van Sichem de Robbe De Hert
- 1980 : Allemagne, mère blafarde de Helma Sanders-Brahms
- 1981 : Alles im Eimer de Ralf Gregan
- 1981 : Moi, Christiane F., 13 ans, droguée, prostituée… de Uli Edel
- 1982 : La Montagne magique (Der Zauberberg) de Hans W. Geissendörfer
- 1982 : Double trouble de Dorothea Neukirchen
- 1982 : L'État des choses de Wim Wenders
- 1983 : Ediths Tagebuch de Hans W. Geißendörfer
- 1984 : L'Avenir d'Émilie d'Helma Sanders-Brahms
- 1985 : Einmal Ku'damm und zurück d'Herbert Ballmann
- 1986 : Le Fleuve de la mort de Tim Hunter
- 1986 : Rocinante d'Ann et Eduardo Guedes
- 1987 : Die Verliebten de Jeanine Meerapfel
- 1987 : Des Teufels Paradies (de) de Vadim Glowna
- 1987 : Les Ailes du désir de Wim Wenders
- 1988 : Manöver d'Helma Sanders-Brahms
- 1988 : Étoile de Peter Del Monte
- 1989 : Die Senkrechtstarter de Christian Rateuke
- 1989 : Après la guerre de Jean-Loup Hubert
- 1989 : Un intrus dans la ville de Tim Hunter
- 1990 : End of the Night de Keith McNally
- 1990 : December Bride (en) de Thaddeus O'Sullivan
- 1991 : A grande arte de Walter Salles
- 1992 : La bionda de Sergio Rubini
- 1993 : Loin de Berlin de Keith McNally
- 1994 : Lisbonne Story de Wim Wenders
- 1995 : Les Années du mur de Margarethe von Trotta
- 1999 : Tuvalu de Veit Helmer
- 2008 : L'Aube du monde d'Abbas Fahdel

### À la télévision
- 1983 : Monsieur Abel de Jacques Doillon

## Récompenses et distinctions
- 1975 : Bundesfilmpreis (Prix du meilleur compositeur de musique de film) pour Faux Mouvement de Wim Wenders
- 1990 : Nomination pour l'European Film Price pour December Bride (en) de Thaddeus O'Sullivan